# كونان أهوي
كونان أهوي (12 يونيو 1994 في كوت ديفوار -) هو لاعب كرة قدم افواري في الدفاع يلعب حالياً في نادي اليرموك السعودي ولعب سابقاً مع نادي الانتصار السعودي.

## روابط خارجية
- كونان أهوي على موقع قاعدة بيانات كرة القدم.إي يو (الإنجليزية)
- كونان أهوي على موقع Soccerway.com (الإنجليزية)